# Johanneskirche (Bächlingen)

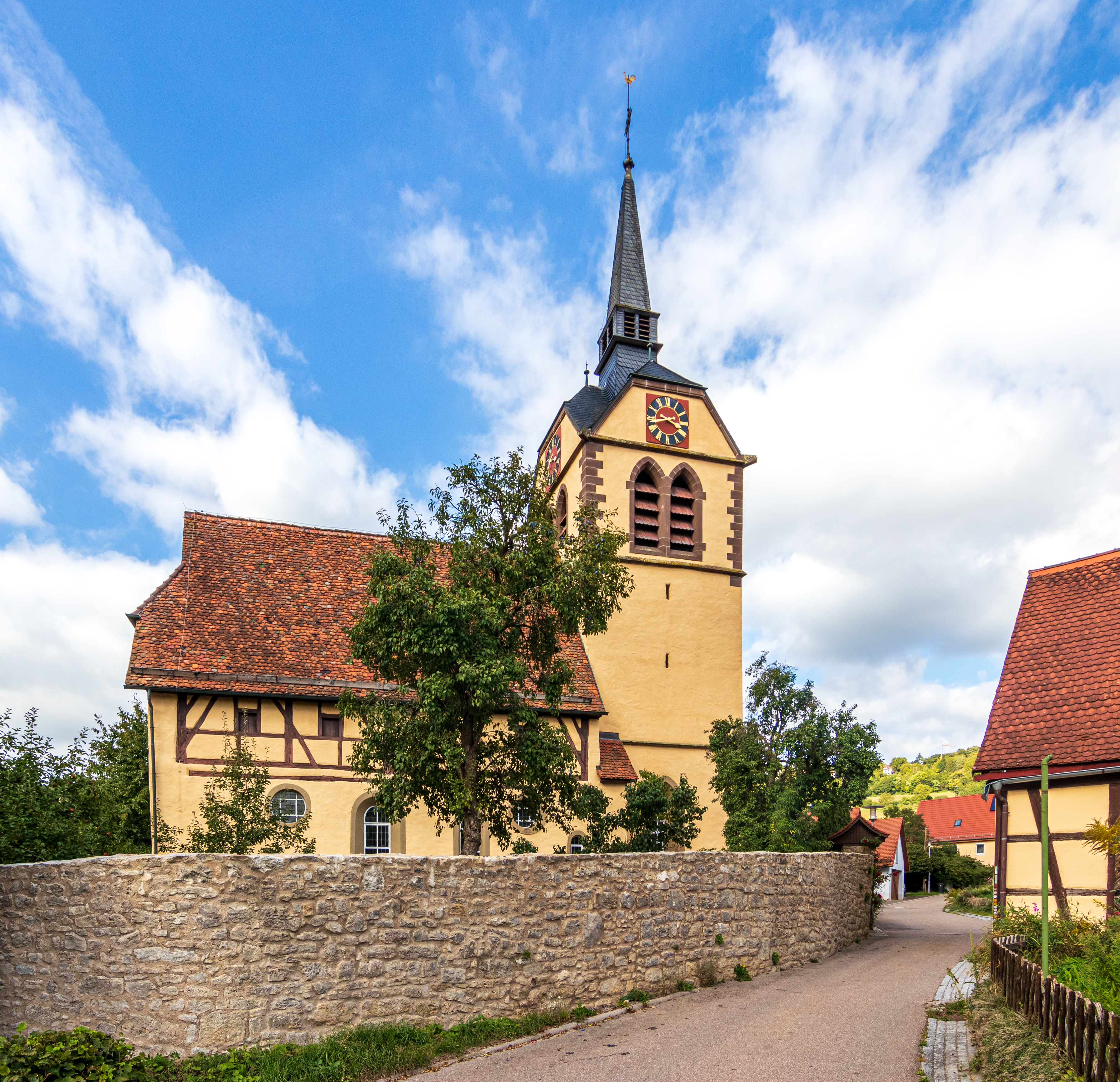
Johanneskirche von Bächlingen

Die evangelisch-lutherische Johanneskirche ist eine einschiffige Saalkirche in Bächlingen, einem Ortsteil der Stadt Langenburg im Landkreis Schwäbisch Hall. Das spätgotische Bauwerk ist nach seinem ehemaligen Schutzpatron benannt. Ursprünglich war das von einem ummauerten Kirchhof umgebene Gotteshaus der Jungfrau Maria, dem Evangelisten Johannes sowie Johannes dem Täufer geweiht. Sehenswert sind die 1360 entstandenen Wandmalereien im Chorraum, die tonnengewölbte Sakristei, unter der sich ein Karner (ein altes Beinhaus) befindet, sowie das Grabdenkmal für Ritter Rezzo von Bächlingen aus dem 14. Jahrhundert an der Südseite des Kirchenschiffs.

## Baugeschichte
Die Kirche gilt als die älteste in der Region. Die erste urkundliche Erwähnung stammt aus dem Jahr 1245. Vermutlich hatte die heutige Kirche mindestens einen Vorgängerbau aus Holz. Es ist unbekannt, wann der Bau der Steinkirche in Bächlingen begann. Über ihre frühe Baugeschichte liegen keine Erkenntnisse vor. Die unteren Stockwerke des Turmes gelten als die ältesten Bauteile der heutigen Chorturmkirche. Sie stammen vermutlich aus der Zeit Anfang bis Mitte des 14. Jahrhunderts. Im Laufe der folgenden Jahrhunderte wurde die Kirche mehrfach umgebaut und erhielt so ihr spätgotisches Schiff.
Im Zuge der Reformation wurde die Kirche massiv umgestaltet. Graf Wolfgang II. ließ die Altäre entfernen und durch einen neuen ersetzen, die Fresken übermale sowie Stühle in Chor und Kirche aufstellen.
1580 erhielt die Kirche einen Fachwerkaufbaumit einem Kornboden für Notzeiten über dem Kirchenschiff. Zudem wurde die Kirchhofsmauer neu befestigt und das Tor neu gebaut und mit einem Dach versehen. Der Turm trug bis 1888 ein einfaches Satteldach, ehe dieses durch den heute noch bestehenden Turmhelm ersetzt wurde. Im Jahre 1914 ließ die Gemeinde ihre Kirche grundlegend renovieren und gleichzeitig eine ganze Reihe von Umbau-Maßnahmen vornehmen. Dabei wurde auch die mittelalterliche Ausmalung des Chorraumes wiederentdeckt und freigelegt. Zudem beschaffte sich die Gemeinde eine neue Inneneinrichtung.
Im Jahre 1979 ließ die Gemeinde eine neue Schutzschicht über die Deckenfresken im Chor aufbringen. Anfang des 21. Jahrhunderts war dann eine erneute größere Renovierung notwendig. In den Wänden hatte sich Salpeter angesammelt. Im Turm war über Jahrzehnte Regenwasser eingetreten und hatte die Balken durchnässt, so dass diese inzwischen so stark verfault waren, dass sie erneuert werden mussten. Zudem gab die Gemeinde auch einen neuen Anstrich die Erneuerung der elektrischen Anlage in Auftrag. Im Zuge der Arbeiten begutachteten Experten auch die Deckenfresken. Dabei zeigte sich, dass die in den 70er Jahren aufgebrachte Schutzschicht untauglich war. Sie rollte sich auf und drohte, die Farben mitzunehmen.

## Kirchengeschichte

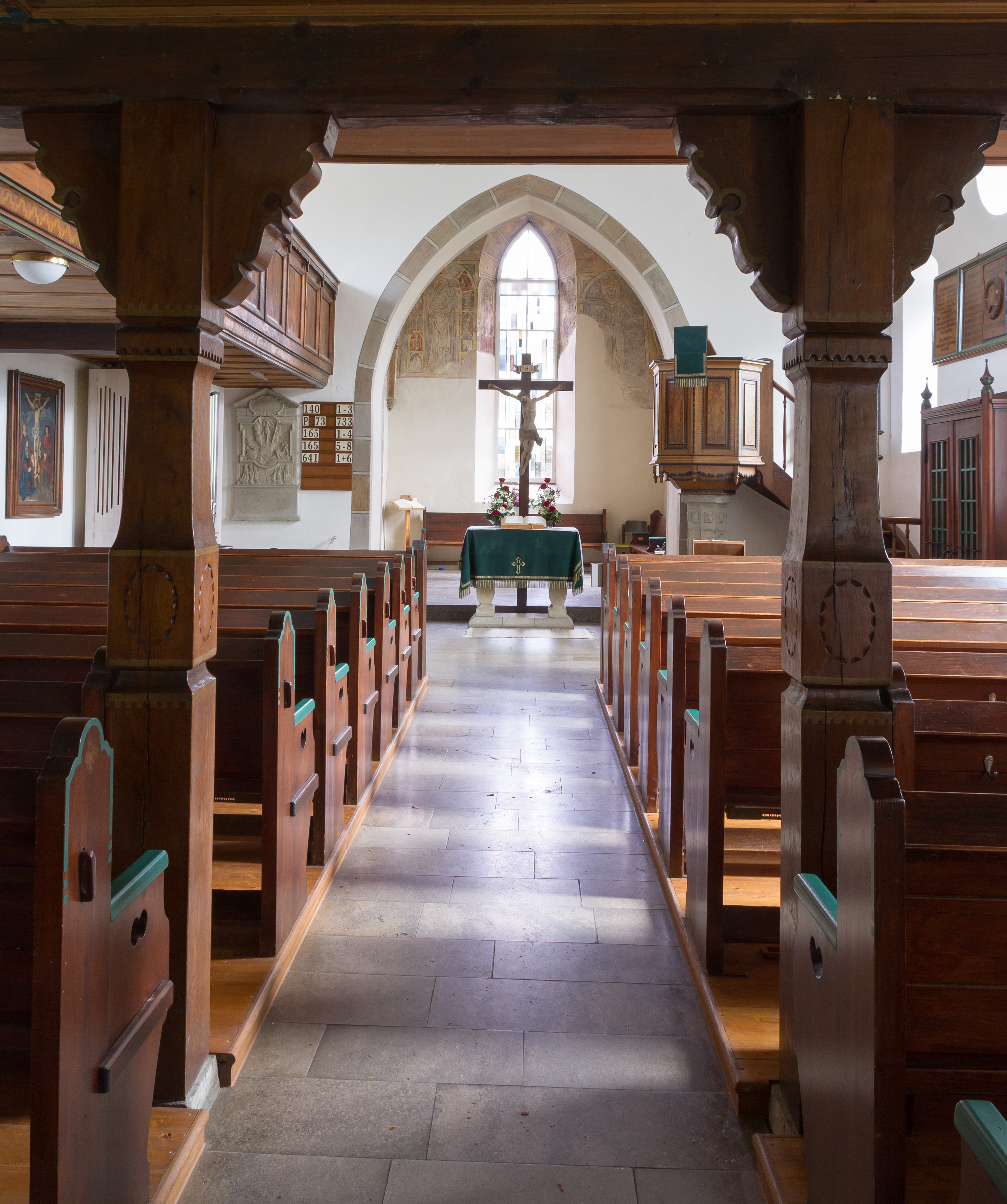
Blick ins Kirchenschiff

Zur Zeit der fränkischen Missionierung zählte Bächlingen zu den Urpfarreien von Hohenlohe. Das Patronat besaß das Kollegiatstift Neumünster zu Würzburg. Ihr Pfarrsprengel umfasste einst neben den heute zugehörigen Orten Bächlingen, Hürden und Nesselbach auch die Stadt Langenburg mit Atzenrod, Binselberg (heute zu Gerabronn gehörig), Forst, Oberregenbach, Dünsbach und Hörlebach sowie einige heute nicht mehr existierende Orte. Die Gemeinden Michelbach an der Heide (vor 1000), Billingsbach und Obersteinach (vor 1285) wurden vermutlich schon früh von der Bächlinger Mutterkirche abgetrennt, während Hörlebach (bis 1437), Dünsbach und Morstein (bis 1552) und Langenburg noch bis 1553 zum Sprengel gehörten. Noch im 14. Jahrhundert gewährten der damalige Papst und zwölf Bischöfe, „gegeben zu Avignon, den 18. November 1335, im ersten Jahr des Papstes Benedikt XII.“ der Bächlinger Kirche einen Ablass.
Im Zuge der um 1545 eingeführten Reformation wurden der Hochaltar und die beiden Seitenaltäre abgebrochen und auf einem Acker in der Nähe des Dorfes verbrannt. Auch der Taufstein wurde beseitigt. Die Fresken im Kircheninneren wurden mit einer Kalkschicht überdeckt. Zudem verlegten die Herren von Langenburg im Jahre 1553 den Sitz der Pfarrei in die Nähe ihrer Residenz. Für die folgenden knapp 20 Jahre war Bächlingen Teil der Pfarrei in Langenburg, ehe die Kirchengemeinde im Jahre 1576 unter dem Patronat der Familie Hohenlohe-Langenburg ihre Eigenständigkeit wiedererlangen konnte.
Während des Dreißigjährigen Krieges litt der Ort große Not. Einquartierungen und Truppendurchmärsche waren an der Tagesordnung. Dazu kam die Pest, der 240 Menschen in der Gemeinde zum Opfer fielen.
Die Kirchengemeinde gehört zum Kirchenbezirk Crailsheim-Blaufelden der Evangelischen Landeskirche in Württemberg.

## Baubeschreibung
Die Johanniskirche ist eine Chorturmkirche im ummauerten Friedhof. Solche Anlagen sind eher selten im Südwesten. Ihre wesentlichen Bauteile der stammen aus dem 14. Jahrhundert, das spätgotische Schiff mit Fachwerkaufbau aus dem Jahr 1580. 1721 wurde es erneuert. In ihrem Innern verfügt sie über einen Turmchor mit Kreuzrippengewölbe und eine tonnengewölbte Sakristei. Die zahlreichen Umbaumaßnahmen im Verlaufe der Jahrhunderte zeigen sich deutlich an den unterschiedlichen Fensterformen des Bauwerks. Die vom damals sehr bekannten Architekturbüro Theodor Dolmetsch und Felix Schuster aus Stuttgart entworfene Inneneinrichtung stammt größtenteils aus dem Jahre 1914.

## Ausstattung

### Wandgemälde im Chorraum

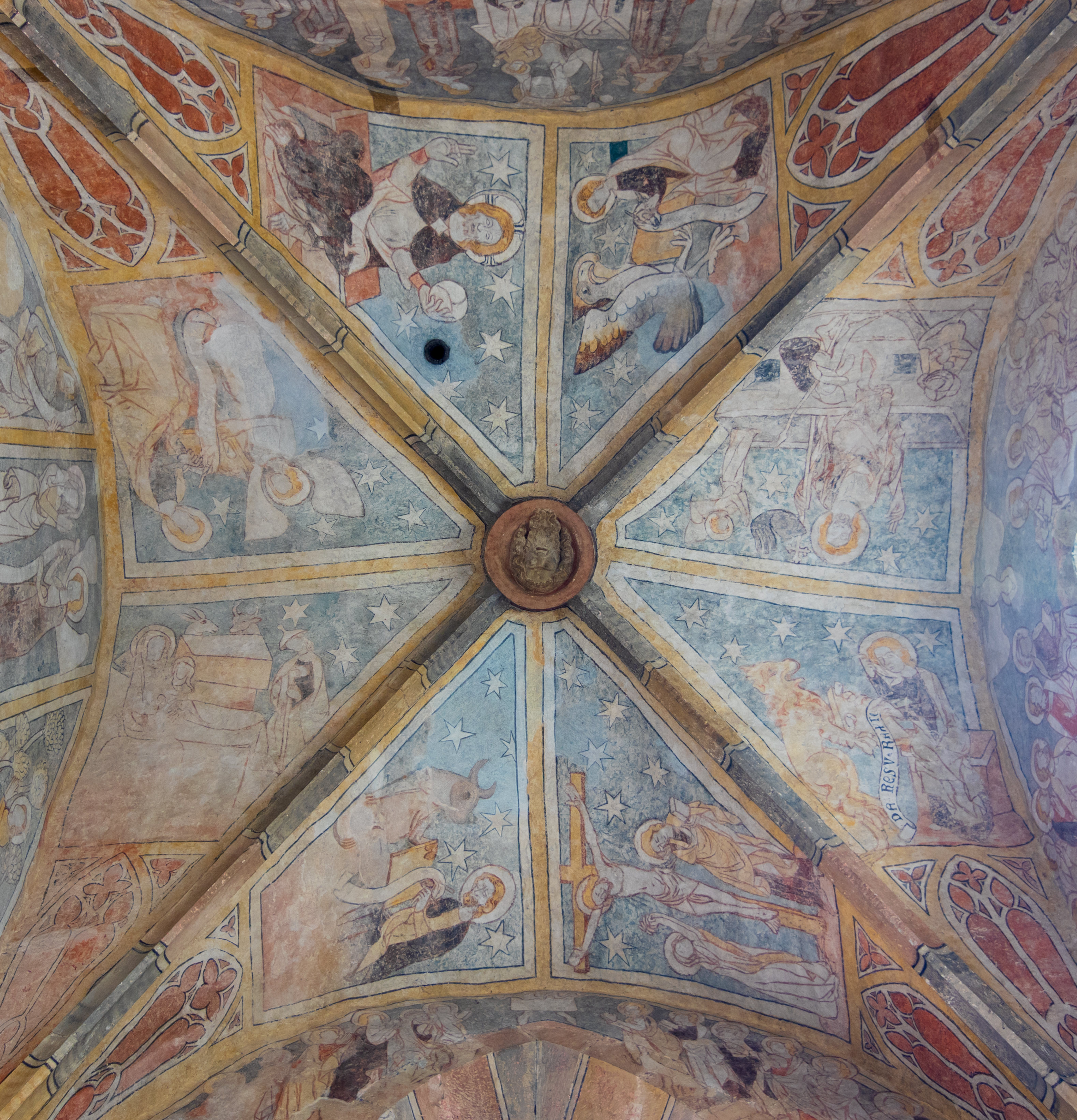
Fresken im Chorraum

Die Fresken im Chorraum gelten als wertvolle Kleinode fränkischer Kunst. Die in der secco-Technik ausgeführten Deckengemälde gelten als in ihrem Erhaltungszustand, ihrer Gestaltung und ihrem kunstgeschichtlichen Wert als einmalig für ihre Entstehungszeit. Die Wand- und Deckengemälde entstanden nach Angaben der Kunsthistorikerin Helga Steiger um die Jahre 1350/60. Möglicherweise gab sie ein Nachfahre des Ritters Burkhardt Rezzo von Bächlingen in Auftrag, dessen Epitaph sich noch heute in der Kirche befindet. Im Zuge der Reformation ließ Graf Wolfgang II. sie um 1580 mit Kalk und Kienruß überstreichen. Ein Schwäbisch Haller Maler namens Schmidt die Bilder entdeckte die Bilder im Zuge der Renovierung im Juni 1914 wieder und legte sie frei. Im Jahre 1924 restaurierte der Stuttgarter Kunstmaler Reile die Bilder. 40 Jahre später
wurden die Fresken wieder restauriert. Anfang des 21. Jahrhunderts waren sie akut gefährdet. Daraufhin wurden sie wissenschaftlich Untersucht und anschließend von 2009 bis 2011 aufwändig restauriert. Die Gesamtkosten für die Maßnahme betrugen 350.000 Euro.
Um den Schlussstein mit dem abgeschlagenen Kopf des Heiligen Johannes der Täufer in der Johannisschüssel gruppieren sich die Symbole der vier Evangelisten Matthäus, Markus, Lukas und Johannes sowie Jesusdarstellungen. Am Triumphbogen sind kluge und törichte Jungfrauen dargestellt, die von der Krone und Marienlilie tragenden Maria mit dem Kinde überragt werden. An den Seitenwänden finden sich Darstellungen der Passion, Auferstehung Jesu Christi, Himmelfahrt, Pfingsten und des Weltgerichtes. Eine Besonderheit ist der Schmerzensmann im nördlichen Chor. Er ist unter einem gemalten gotischen Chorbogen dargestellt und wird von der Fratze eines Schriftgelehrten verspottet. An der gegenüberliegenden Seite befindet sich an der südöstlichen Chorwand ein als Volto Santo (ital. Heiliges Gesicht) bezeichnetes mystisches Andachtsbild.

### Epitaph des Ritters Burkhardt Rezzo von Bächlingen

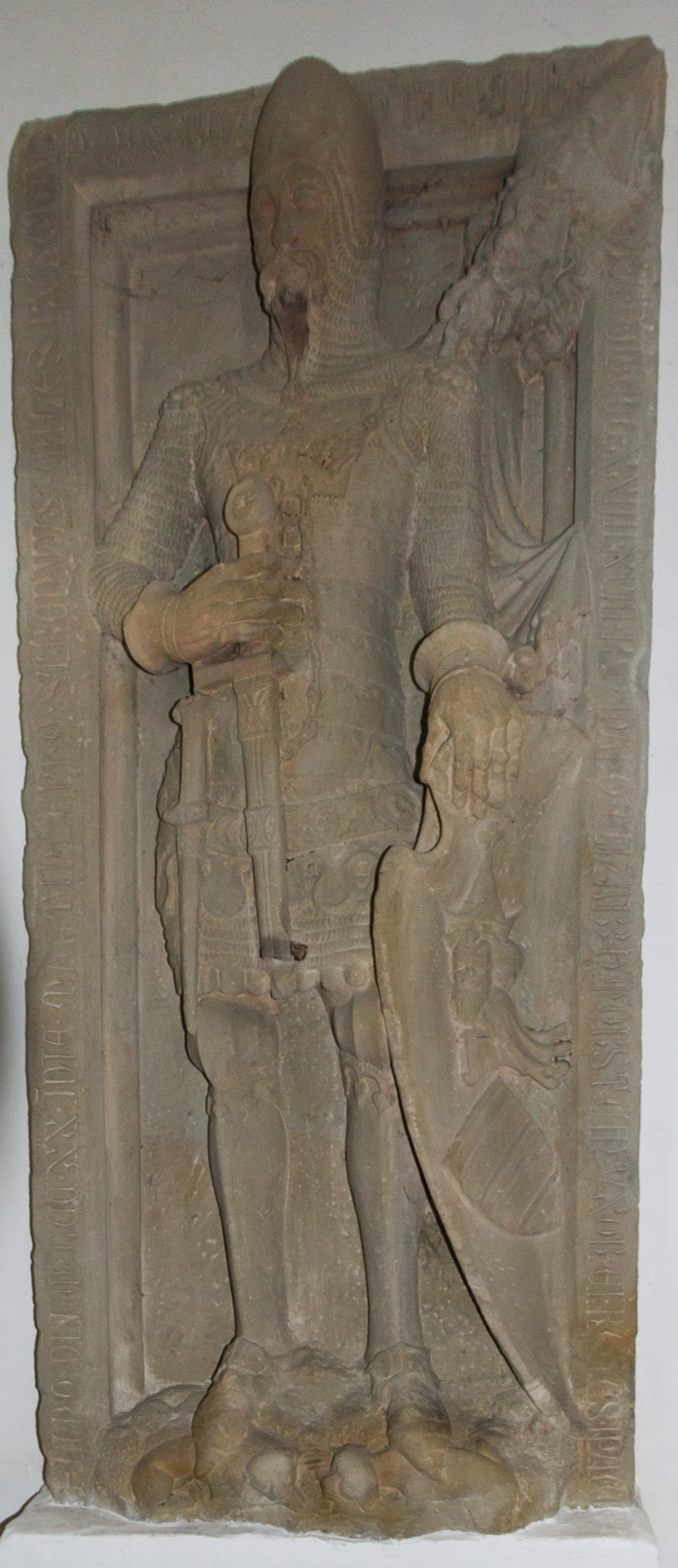
Epitaph des Ritters Burkhardt Rezzo von Bächlingen

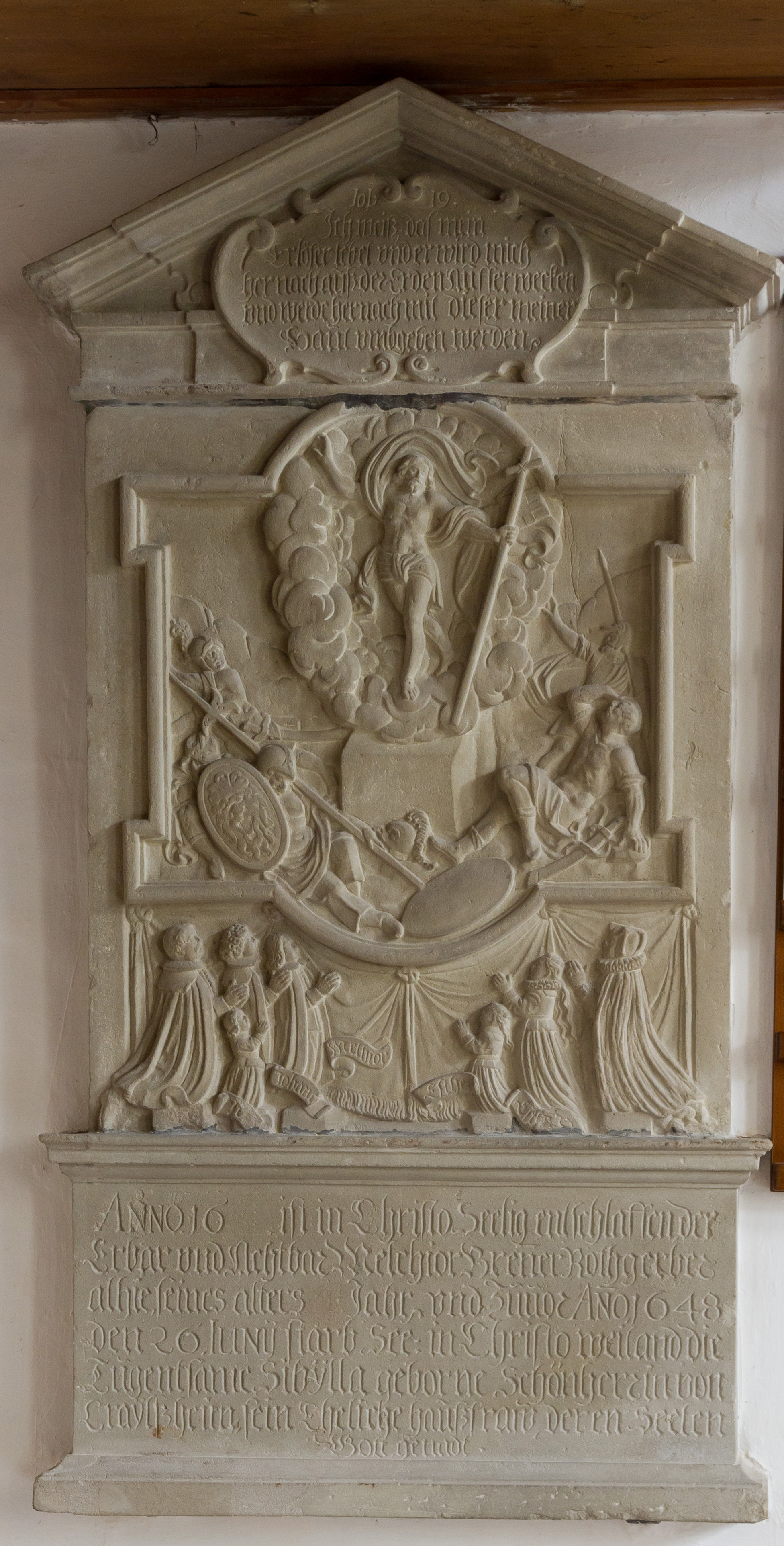
Epitaph des Melchior Brenner

Das kunstvoll in Sandstein gearbeitete Epitaph erinnert an den Ritter Burkhardt Rezzo von Bächlingen, dessen Familie in der Region eine große Rolle spielte. Zunächst waren die Rezzen, wie sie genannt wurden, Verwalter der Burg auf dem Langen Berg (=Langenburg), ehe sie ihren Sitz nach Bächlingen verlegten. Das Grabmal aus Sandstein zeigt einen als Bildnisfigur herausgearbeiteten Ritter in voller Rüstung mit Schild, Kettenhemd, Schwert, Eisenhut und Beinschienen. Die Umschrift lautet: „ANNO DNI MCCCXX I DIE MARTIN EPI O STRENUUS MILES BVRGHARD DCS REZE D'BECHELINGEN ET ANNO MCCCXXIII KAL MAI O ELIZABED MORSTIN UXOR EI REQIE I PACE“. Übersetzt bedeutet dies sinngemäß: Im Jahre des Herrn 1320 starb am Martinstag der tapfere Ritter Burkhard, genannt Reze von Bechelingen, und im Jahre 1323 am 1. Mai starb Elisabeth von Morstein, seine Frau. Sie mögen in Frieden ruhen.

### Epitaph des Melchior Brenner
Das links neben dem Chor befindliche zweite, ebenfalls aus Sandstein gefertigtes Epitaph mit Flachrelief ist dem um 1650 gestorbenen Bächlinger Rotgerber Melchior Brenner und seiner 1648 verstorbenen Ehefrau Sibylla gewidmet. Im oberen Bereich trägt es die Aufschrift „Ich weiß, das mein Erlöser lebet und er wird mich hernach auf der Erden aufferwecken“.
Im unteren Bereich des Grabmals befindet sich die Aufschrift: „ANNO 16 ist in Christo Seelig entschlafen der Erbar und Achtbar Melchior Brener Rothgerber Alhie seines Alters Jahr und zuvor ANO 1648 den 26. Juni starb See. in Christo weiland die Tugendsame Sibylla geborne Schönherrin von Craylßheim, sein Eheliche Haußfraw, deren Seelen Gott genadt.“ Die im Zentrum dargestellten knienden Personen stellen die Familienangehörigen dar: Links außen befindet sich Vater Melchior. Ihm folgen die drei Söhne. Rechts ist Brenners Frau Sibylla dargestellt und vor ihr die beiden Töchter.

### Gedenktafel für Georg Renner

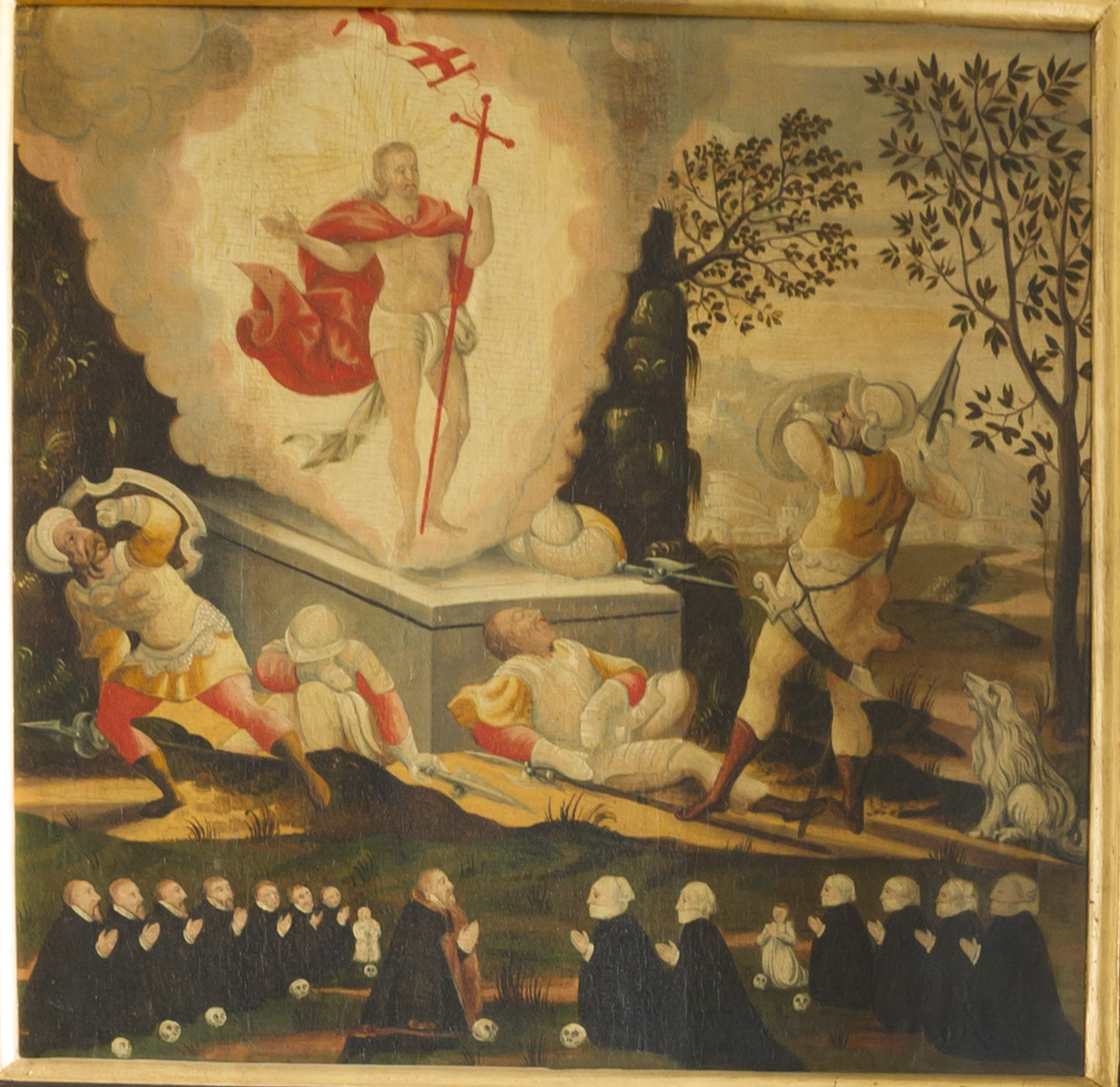
Ausschnitt aus der Gedenktafel für Georg Renner

Die über dem Aufgang zur Kanzel angebrachte farbige Holztafel aus dem Jahre 1585 erinnert an den Langenburger Schultheißen Georg Renner, dessen Nachfahren zu den bedeutenden Pfarrern und Beamten der Grafschaft Hohenlohe gehörten. Vermutlich ließ es sein Enkel Ludwig Casimir, der von 1616 bis 1619 Pfarrer in Bächlingen war, anbringen. Unter dem Auferstehungsbild im Zentrum ist die Familie Renners abgebildet. Totenköpfe auf den Darstellungen weisen auf die zu Zeiten der Entstehung des Gemäldes bereits verstorbenen Familienmitglieder hin.

### Karner
Der Karner (ein altes Beinhaus) befindet sich unter der Sakristei und dem Chor. Der ehemalige Eingang ist an der Außenmauer der Sakristei erkennbar. Vermutlich wurden auch die Bächlinger Rezzen dort bestattet.

### Orgel

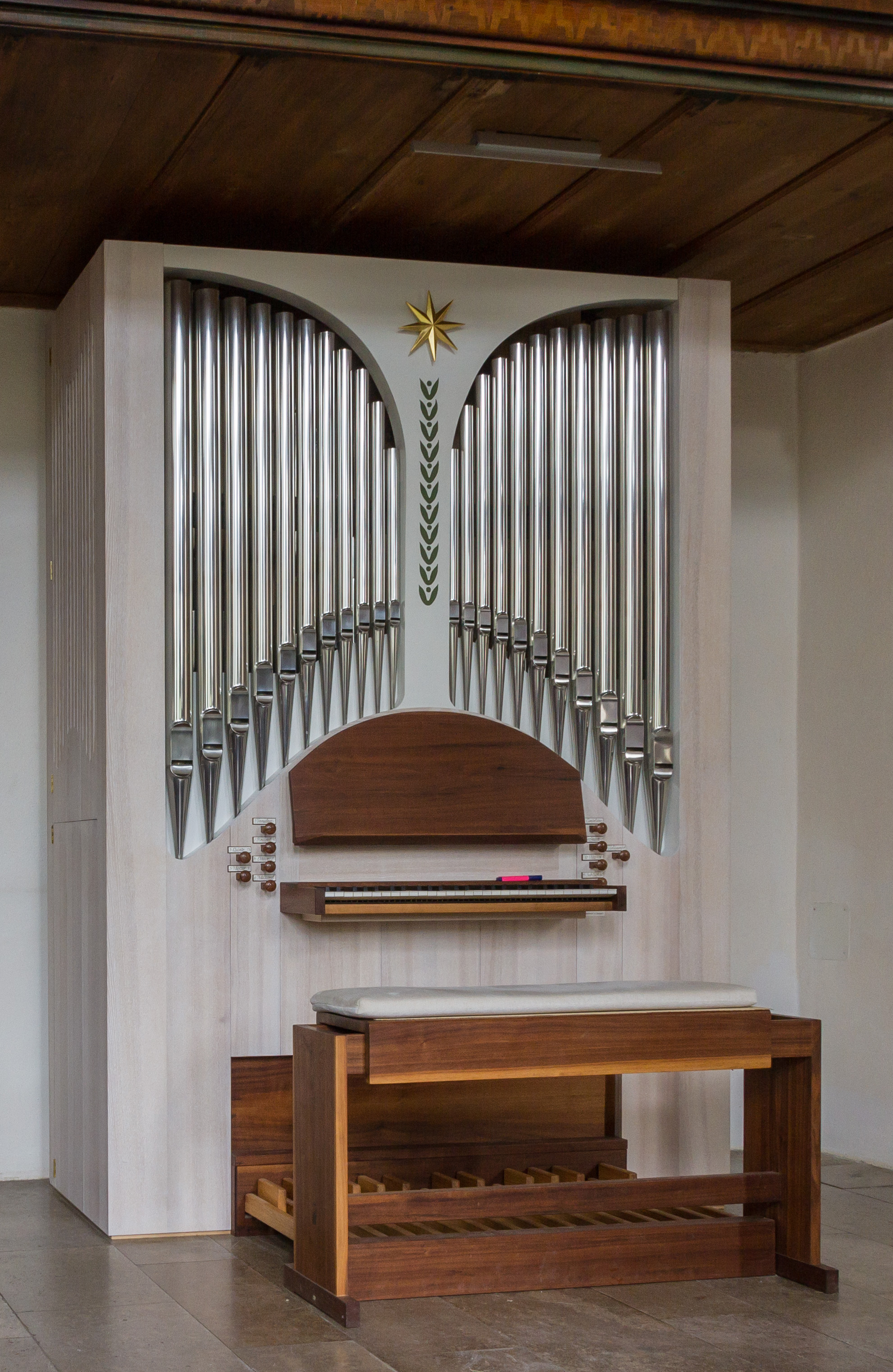
Die 2010 aufgestellte Orgel

Eine erste Orgel erhielt die Kirche im Jahre 1774. Erbaut hat sie der Orgelbaumeister Georg Martin Gessinger aus Rothenburg ob der Tauber. Aufgrund von unterschiedlichen Maßangaben (die Bächlinger Kirchengemeinde arbeitete mit dem Hohenloher Fuß während Gessinger das Rothenburgische Fußmaß einsetzte) passte sie nicht so richtig an den vorgesehenen Ort. Eine zusätzliche Orgelempore löste das Problem zunächst. Doch nach 20 Jahren ließ die Gemeinde das Instrument versetzen, da es den zahlreichen Gläubigen (Bächlingen hatte seinerzeit viel mehr Einwohner als heute) den Platz nahm. Das Instrument wurde deshalb im Chorraum aufgestellt, wo es für die kommenden 210 Jahre verblieb. Als die Deckenfresken wiederentdeckt wurden, wurde erneut über den Standort diskutiert.
2010 gab die Gemeinde bei Tilman Trefz schließlich ein neues, kleineres Instrument in Auftrag, das der Orgelbaumeister im Kirchenschiff aufstellte. Die Orgel hat 8 Register auf einem Manualwerk (C–f3): Großgedeckt 8′, Violdigamb 8′, Principal 4′, Flöte 4′, Octav 2′, Quinte 1 1⁄3′, Mixtur III 1′) und Pedal (C–d′: Subbass 16′), und verfügt über eine Pedalkoppel, einen Kanaltremulanten und einen Zimbelstern.

### Weitere Ausstattungsgegenstände

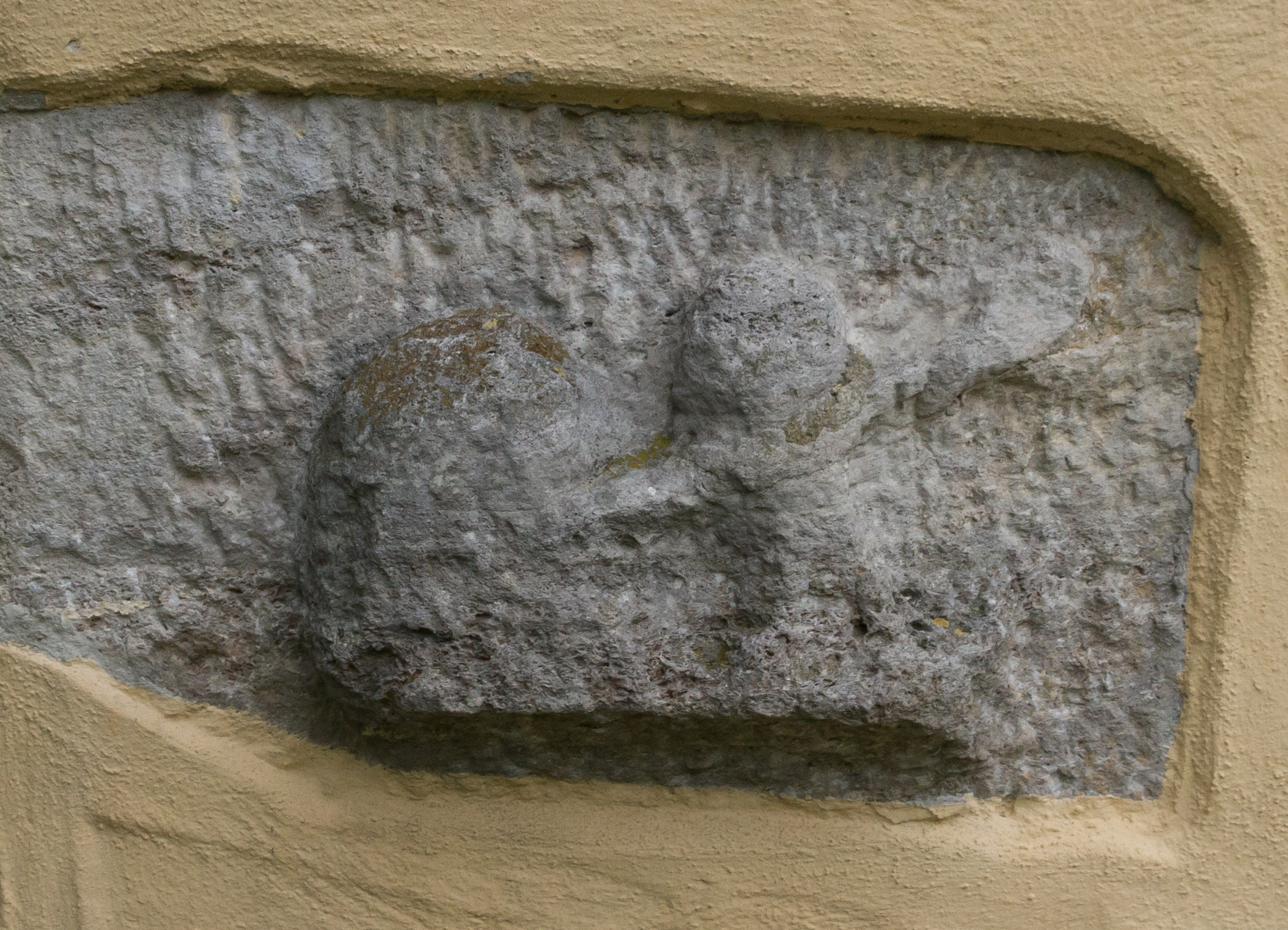
Mutmaßlicher keltischer Mythen- oder Bannstein an der Außenmauer der Bächlinger Kirche

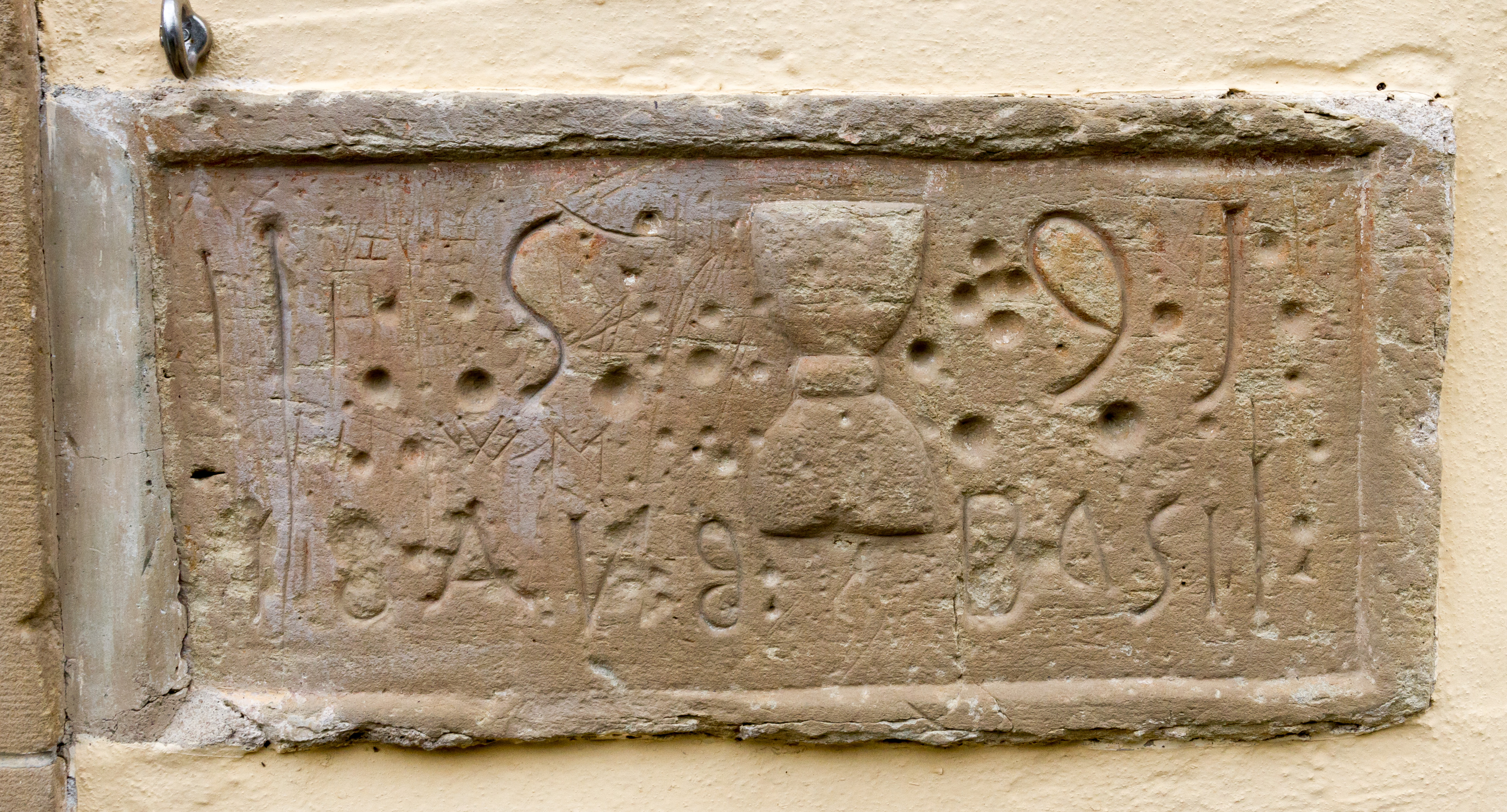
Der Gedenkstein für Basilius Hospes

Der außen neben dem gotischen Haupteingang der Kirche zu findende Stein zeigt ein Motiv, das stark verwittert und daher nur schwer zu erkennen ist. Vermutet wird, dass der Stein ein keltischer Mythen- oder Bannstein gegen das Hochwasser der Jagst war.
Der Taufstein fand nach der Versetzung der Orgel einen neuen Platz im Chorraum unmittelbar unter der Johannesschüssel.
Die Kirchenuhr im Turm oberhalb des Chores beschaffte die Gemeinde 1927. Sie ist nach wie vor voll funktionsfähig, wurde aber 1973 durch eine elektrische Uhren- und Läuteanlage ersetzt.
Von den Glocken blieb eine alte erhalten. Eine musste bereits im Ersten Weltkrieg, zwei Weitere im Zweiten Weltkrieg zur Einschmelzung abgegeben werden.
Der neben dem Seiteneingang angebrachte Gedenkstein erinnert an Basilius, den 1591 gestorbenen Sohn des Pfarrers M. Georg Hospes. Hospes war von 1586 bis 1593 Pfarrer in Bächlingen und begann noch im Jahr seines Amtsantritts mit der Führung der örtlichen Familienbücher.